# Ghetto de Daugavpils
Le ghetto de Daugavpils (en allemand Ghetto Dünaburg) a été créé, après l'occupation de la Lettonie par l'Allemagne nazie à l'été 1941, dans la tête de pont d'une ancienne forteresse près de Daugavpils. Daugavpils, situé dans le sud-est de la Lettonie sur le fleuve Daugava, est la deuxième plus grande ville de la Lettonie et de la principale ville de la région de Latgale. La ville était militairement importante en tant que nœud routier et ferroviaire. Avant la Seconde Guerre mondiale, Daugavpils était le centre d'une communauté juive prospère dans la région de Latgale et l'un des centres les plus importants de la culture juive en Europe de l'Est. Au cours de l'occupation allemande de Lettonie, la grande majorité des Juifs de Latgale furent massacrés dans les bois aux alentours. Le nombre de victimes juives est estimé entre 13 000 à 16 000.

### Sources
- (en) Cet article est partiellement ou en totalité issu de l’article de Wikipédia en anglais intitulé « Daugavpils Ghetto » (voir la liste des auteurs).